# Dactylostomum vitellosum
Dactylostomum vitellosum är en plattmaskart. Dactylostomum vitellosum ingår i släktet Dactylostomum och familjen Opecoelidae. Inga underarter finns listade i Catalogue of Life.